# Pasaje del Pedrido
Pasaje del Pedrido[cita requerida] (en gallego y oficialmente, A Pasaxe do Pedrido) es una aldea española situada en la parroquia de Morujo, del municipio de Bergondo, en la provincia de La Coruña, Galicia.

## Demografía
| Gráfica de evolución demográfica de A Pasaxe do Pedrido entre 2000 y 2018 |
|                                                                           |
| Datos según el nomenclátor publicado por el INE.                          |